# Coniothyrium sarothamni
Coniothyrium sarothamni är en svampart som först beskrevs av Thüm., och fick sitt nu gällande namn av Pier Andrea Saccardo 1884. Coniothyrium sarothamni ingår i släktet Coniothyrium och familjen Leptosphaeriaceae.   Inga underarter finns listade i Catalogue of Life.